# Vuelta a España 2007

Överblick över etapperna på Vuelta a España 2007.

Vuelta a España 2007 är en cykeltävling som genomfördes 1–23 september 2007 och vanns av Denis Mensjov ifrån Ryssland.

## Innehavare av ledartröjor
| Etapp (Vinnare)            | Totaltävlingen   | Poängtävlingen  | Bergspristävlingen | Kombinationstävlingen | Lagtävlingen                |
| -------------------------- | ---------------- | --------------- | ------------------ | --------------------- | --------------------------- |
| 01 (Daniele Bennati)       | Daniele Bennati  | Daniele Bennati | Serafin Martínez   | Geoffrey Lequatre     | Bouygues Télécom (cykellag) |
| 02 (Óscar Freire)          | Óscar Freire     | Óscar Freire    | Serafin Martínez   | Manuel Vazquez        | Bouygues Télécom (cykellag) |
| 03 (Paolo Bettini)         | Óscar Freire     | Óscar Freire    | Serafin Martínez   | David De La Fuente    | Caisse d'Epargne            |
| 04 (Vladimir Efimkin)      | Vladimir Efimkin | Óscar Freire    | Serafin Martínez   | Vladimir Efimkin      | Caisse d'Epargne            |
| 05 (Óscar Freire)          | Vladimir Efimkin | Óscar Freire    | Serafin Martínez   | Vladimir Efimkin      | Caisse d'Epargne            |
| 06 (Óscar Freire)          | Vladimir Efimkin | Óscar Freire    | Serafin Martínez   | Vladimir Efimkin      | Caisse d'Epargne            |
| 07 (Erik Zabel)            | Vladimir Efimkin | Óscar Freire    | Serafin Martínez   | Vladimir Efimkin      | Caisse d'Epargne            |
| 08 (ITT) (Bert Grabsch)    | Stijn Devolder   | Óscar Freire    | Serafin Martínez   | Stijn Devolder        | Caisse d'Epargne            |
| 09 (Leonardo Piepoli)      | Denis Mensjov    | Óscar Freire    | Serafin Martínez   | Denis Mensjov         | Caisse d'Epargne            |
| 010 (Denis Menchov)        | Denis Mensjov    | Paolo Bettini   | Denis Mensjov      | Denis Mensjov         | Caisse d'Epargne            |
| 011 (Alessandro Petacchi)  | Denis Mensjov    | Paolo Bettini   | Denis Mensjov      | Denis Mensjov         | Caisse d'Epargne            |
| 012 (Alessandro Petacchi)  | Denis Mensjov    | Paolo Bettini   | Denis Mensjov      | Denis Mensjov         | Caisse d'Epargne            |
| 013 (Andreas Klier)        | Denis Mensjov    | Paolo Bettini   | Denis Mensjov      | Denis Mensjov         | Caisse d'Epargne            |
| 014 (Jason McCartney)      | Denis Mensjov    | Paolo Bettini   | Denis Mensjov      | Denis Mensjov         | Caisse d'Epargne            |
| 015 (Samuel Sanchez)       | Denis Mensjov    | Paolo Bettini   | Jurgen Van Goolen  | Denis Mensjov         | Caisse d'Epargne            |
| 016 (Leonardo Duque)       | Denis Mensjov    | Paolo Bettini   | Jurgen Van Goolen  | Denis Mensjov         | Caisse d'Epargne            |
| 017 (Daniele Bennati)      | Denis Mensjov    | Paolo Bettini   | Jurgen Van Goolen  | Denis Mensjov         | Caisse d'Epargne            |
| 018 (Luis Pérez Rodriguez) | Denis Mensjov    | Daniele Bennati | Denis Mensjov      | Denis Mensjov         | Caisse d'Epargne            |
| 019 (Samuel Sánchez)       | Denis Mensjov    | Daniele Bennati | Denis Mensjov      | Denis Mensjov         | Caisse d'Epargne            |
| 020 (Samuel Sánchez)       | Denis Mensjov    | Denis Mensjov   | Denis Mensjov      | Denis Mensjov         | Caisse d'Epargne            |
| 021 (Daniele Bennati)      | Denis Mensjov    | Daniele Bennati | Denis Mensjov      | Denis Mensjov         | Caisse d'Epargne            |